# Estación de El Henares
El Henares (apd) o Apeadero de Malcargado fue un apeadero ferroviario situado en el término municipal español de Montarrón, en la provincia de Guadalajara, comunidad autónoma de Castilla-La Mancha. En la actualidad las instalaciones están dadas de baja y no cuentan con servicio de viajeros.

## Situación ferroviaria
La estación se encuentra en el punto kilométrico 87,9 de la línea férrea de ancho ibérico que une Madrid con Barcelona a 740 metros de altitud, entre las estaciones de San Antonio de Cerezo y Espinosa de Henares. El tramo es de vía doble y está electrificado.

## Historia
La estación fue puesta inicialmente en servicio el 5 de octubre de 1860 con la apertura del tramo de 43,376 km entre las estaciones de Guadalajara y Jadraque, dentro de la línea férrea Madrid-Zaragoza por parte de la Compañía de los Ferrocarriles de Madrid a Zaragoza y Alicante o MZA. En 1941, la nacionalización del ferrocarril en España supuso la integración de MZA en la recién creada RENFE. 
Desde el 31 de diciembre de 2004 Renfe Operadora explota la línea mientras que Adif es la titular de las instalaciones ferroviarias.

## La estación
No queda nada específico de la antigua estructura, salvo un rudimentario andén y pequeño camino de acceso a las vías. El emplazamiento de la antigua estación se sitúa junto a una explotación agropecuaria en el lado sentido Zaragoza, siguiendo un desvío de la carretera autonómica  CM-101  a la altura del pk 32, dejando el cementerio de Montarrón a la derecha. No tiene acceso asfaltado.
A unos 500 metros desde el emplazamiento, en sentido Madrid, se halla un puente de fábrica sobre el Río Henares, de 53 metros de longitud.